# 8685 Fauré
8685 Fauré eller 1992 GG3 är en asteroid i huvudbältet som upptäcktes den 4 april 1992 av den belgiske astronomen Eric W. Elst vid La Silla-observatoriet. Den är uppkallad efter franske tonsättaren Gabriel Fauré.